# Jan Nepomucen (imię)
Jan Nepomucen – imię męskie zawierające imię Jan i przydomek XIV-wiecznego świętego św. Jana z Nepomuka, Nepomuk. Są również inni święci katoliccy o tych imionach.
Jan Nepomucen imieniny obchodzi 5 stycznia, 16 maja i 21 maja.
Znane osoby noszące ten zestaw imion:
- Święci i błogosławieni Kościoła katolickiego
  - św. Jan Nepomucen
  - św. Jan Nepomucen Neumann
  - bł. Jan Nepomucen Chrzan
  - bł. Jan Nepomucen de Tschiderer
  - bł. Jan Nepomucen Zegrí Moreno

- Jan Nepomucen Bobrowicz – polski kompozytor i wirtuoz muzyki gitarowej, nazywany Chopinem gitary
- Johann Nepomuk della Croce – austriacki malarz
- Jan Nepomucen Fijałek – profesor i rektor Uniwersytetu Lwowskiego
- Jan Nepomucen Gloger – polski inżynier, ojciec Zygmunta
- Jan Nepomucen Głowacki – malarz
- Jan Nepomuk hrabia Harrach – czeski hrabia, polityk, właściciel ziemski
- Jan Nepomucen Jaśkowski – romantyczny poeta polski
- Jan Nepomucen Kamiński – reżyser, aktor, pisarz i tłumacz, dyrektor teatru polskiego we Lwowie, nazywany ojcem galicyjskiej sceny polskiej
- Jan Nepomucen Małachowski – działacz polityczny
- Jan Nepomucen Miller – krytyk literacki i teatralny, poeta
- Jan Nepomucen Niemojowski – polski działacz narodowościowy
- Jan Nepomucen Rolbiecki – polski konstruktor maszyn rolniczych
- Jan Nepomucen Sułkowski – książę bielski
- Jan Nepomucen Umiński – generał
- Jan Nepomucen Deszkiewicz-Kundzicz – polski ksiądz i teoretyk języka polskiego
- Jan Nepomucen Bardziński – polski wojskowy
- Jan Nepomucen Hummel – austriacki kompozytor

Zobacz też:
- Nepomucenów – 2 miejscowości w Polsce
- Nepomuk